# 赫爾維蒂亞 (亞利桑那州)
赫爾維蒂亞（英語：Hervetia）是位於美國亞利桑那州皮馬縣的一個非建制地區。該地的面積和人口皆未知。

## 地理
赫爾維蒂亞的座標為31°51′28″N 110°47′19″W / 31.85778°N 110.78861°W，而該地的平均海拔高度為1318米（即4324英尺）。